# 四硼酸鈉
四硼酸钠是一种无机化合物，化学式为Na2B4O7。其十水合物Na2B4O7·10H2O，是非常重要的硼化合物，在自然界中以硼砂的型態分佈。通常为含有无色晶体的白色粉末，易溶于水。
四硼酸钠有广泛的用途，可用作清洁剂、化妆品、杀虫剂，也可用于配置缓冲溶液、制作玩具鬼口水（史莱姆）及制取其他硼化合物等。
通常以四硼酸钠與硫酸反應來製備硼酸：
Na2B4O7 + H2SO4 + 5H2O → 4H3BO3 + Na2SO4

## 历史
硼酸在位于西藏的干湖床被首次发现。在公元8世纪，源自西藏、波斯（现伊朗）和亚洲其它地区的天然硼酸通过通往阿拉伯半岛的丝绸之路来进行交易。
硼砂在19世纪晚期首次被广泛使用。当时Francis Marion Smith的太平洋海岸硼砂公司开始以“20 Mule Team Borax”的商标在市场上销售和推广各种用途的硼砂。

## 结构

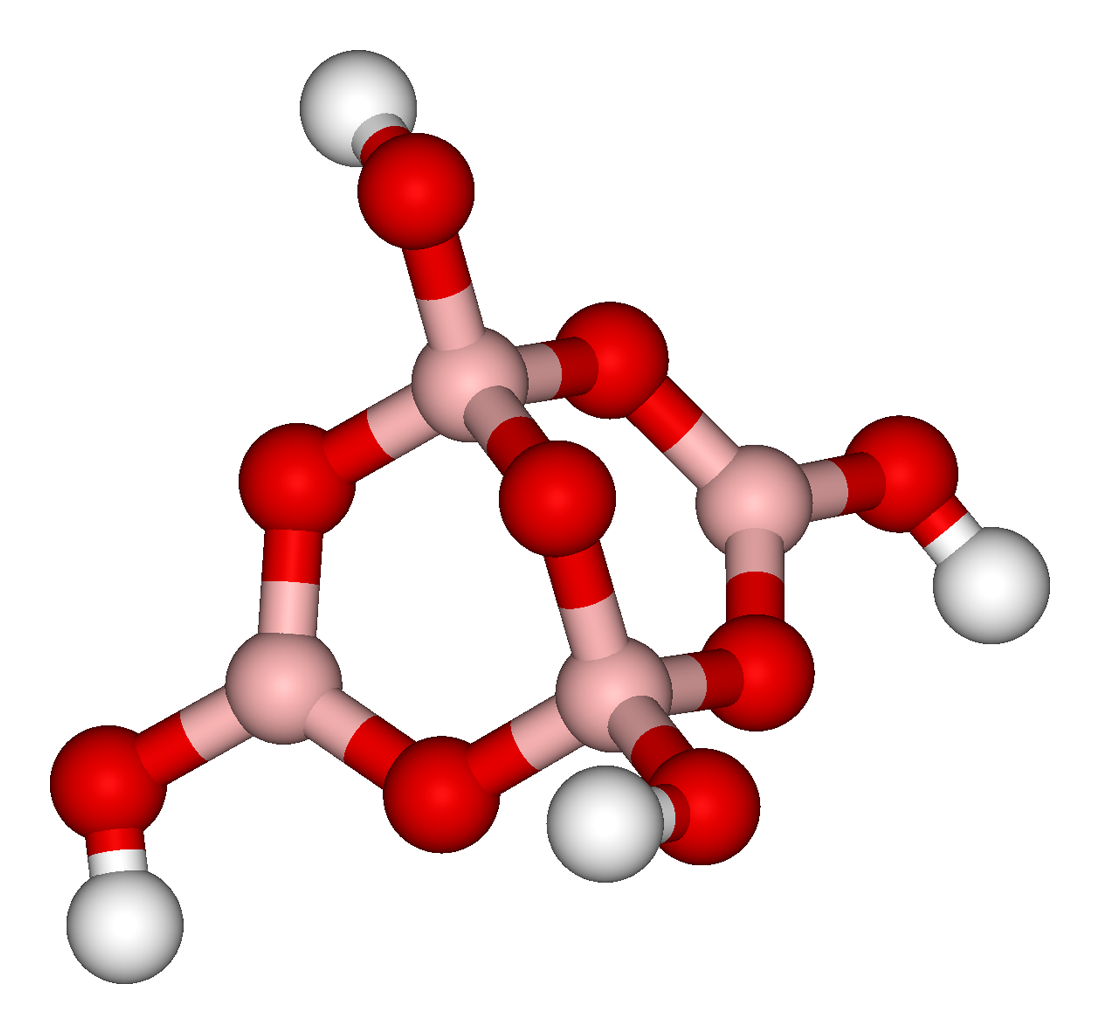
四硼酸钠中[B_{4}O_{5}(OH)_{4}]^{2−}阴离子的结构。

根据含水量的不同，四硼酸钠可以是：无水物、五水物或十水物。在四硼酸钠中，包含有[B4O5(OH)4]2−阴离子，其中有两个四配位的硼原子（两个BO4四面体）和两个三配位的硼原子（两个BO3三角形）。
四硼酸钠酸化可得到硼酸，硼的其他化合物也可由四硼酸钠作原料制取。当暴露在空气中时，四硼酸钠逐渐风化失去结晶水，成为無水物Na2B4O7。
四硼酸钠在火焰中显亮黄色。这个性质有时被用来制作烟火，但用途不广，因为其结晶水限制了硼在火焰中的特征绿色，而使钠的黃色占主要地位。
然而四硼酸钠与甲醇混合后放到火焰中，生成的硼酸三甲酯燃烧会发出硼的特征性绿色。

## 用途
四硼酸鈉有防腐作用，为複方四硼酸鈉溶液的主要成分。
四硼酸鈉是制造光学玻璃、珐琅和瓷釉的原料；也用于钢铁冶金。
实验室中常用四硼酸鈉来配置四硼酸鈉缓冲溶液，用于DNA的凝胶电泳以及分析化学等。
硼砂珠实验可用来鉴定特定金属，例如铜、铁、铬、锰、钴和镍等。

### 食品添加剂
四硼酸鈉，E编号为E285，被用作食品添加剂，但在美国，中国和泰国等某些国家已经被禁止使用。
早年在台灣，貢丸會加入四硼酸鈉「冰西」以增加彈性及口感，後來禁用。四硼酸鈉溶於水時，會產生硼酸，並進一步與水中的氫氧根結合成硼酸根離子，與多醣中的官能基進行縮合反應（一種將兩個分子的官能基結合並脫去其他分子的反應）。換句話說，四硼酸鈉是澱粉分子間的關鍵連結，負責將各個分子交聯（cross-link）在一起，從而產生「QQ 的」口感。
四硼酸鈉溶液（四硼酸鈉水）亦是兒童玩具鬼口水的主要製作原料。

### 药用
中医里四硼酸鈉可用作清热解毒药，性凉、味甘咸，外治咽喉肿痛、牙疳、口疮、目生翳障、中耳炎、香港脚等，内服治噎嗝、咳嗽痰稠等。

### 誘殺螞蟻
四硼酸鈉可以用于果园和菜园。但是四硼酸鈉是一种非常强的且有潜在危险的化学物质，不应在紧挨蔬菜附近使用四硼酸鈉，因为四硼酸鈉在随蔬菜吃入时可能会产生毒性。 应避免将四硼酸鈉收集器丢在外面，防止小孩与宠物误食， 因为即使摄入少量也会造成严重损害。 

### 清洁剂
四硼酸鈉被用来作清洁或制作清洁用的产品已有数百年历史了，它仍然是许多商业洗衣粉中的主要成分。

### 肥料(植物微量营养素)
植物需要特殊的元素组合才能保持健康，而第二种普遍缺乏的微量营养素是硼（第一种是锌）。 硼缺乏会导致根系生长发育迟缓，花粉粒空，花粉活力差以及每株植物的花少。如果植物的叶尖垂死，果实变暗，生长发育迟缓，叶片变黑，根部有些坏死，蔬菜黑心，或根茎蔬菜上有斑点，茎杆开裂和空心，并且总体生产力低下，则可能会是缺乏硼。
如果您的土壤测试显示您的硼含量低于1 ppm，则可能需要使用四硼酸鈉向土壤中添加更多的硼。
当使用四硼酸鈉作肥料时（植物微量营养素），重要的是不要使用超过推荐量的四硼酸鈉，因为它可以杀死植物，这就是为什么它大剂量使用时也可以作除草剂的原因。还应认识到矿物质在土壤中积累，因此不需要定期使用它。 

## 毒性
吃下四硼酸鈉後與胃酸反應的產物：硼酸（H3BO3）。硼酸對人體屬於中等毒性，會被腸胃道或是受損的皮膚迅速吸收，但不易排出的「蓄積性毒物」。只有微量攝取時，可由泌尿系統排出，對身體幾乎沒有影響；可是若暴露量太大或累積量過多時，便會引起中毒。在動物實驗中，發現硼酸會導致體重減輕，且具有生殖毒性(Hadrup et al., 2021)。台灣已在1994年禁用。
這是由於硼酸在人體中會抑制消化酶作用，可能引起食欲衰退、阻礙營養素吸收、影響骨骼發育，中毒現象包括皮膚紅疹、脫屑；噁心、嘔吐、腹瀉、休克、昏迷等，嚴重者可能對胃、肝、腎、肺，甚至對腦造成危害。
成人若攝入用 1~3 公克四硼酸鈉即可能中毒，成人(每一公斤體重)超過15~20 公克有致命危險；孩童則因為代謝效率較慢，食用 5 公克可能造成死亡。